# Baltar (Galiza)

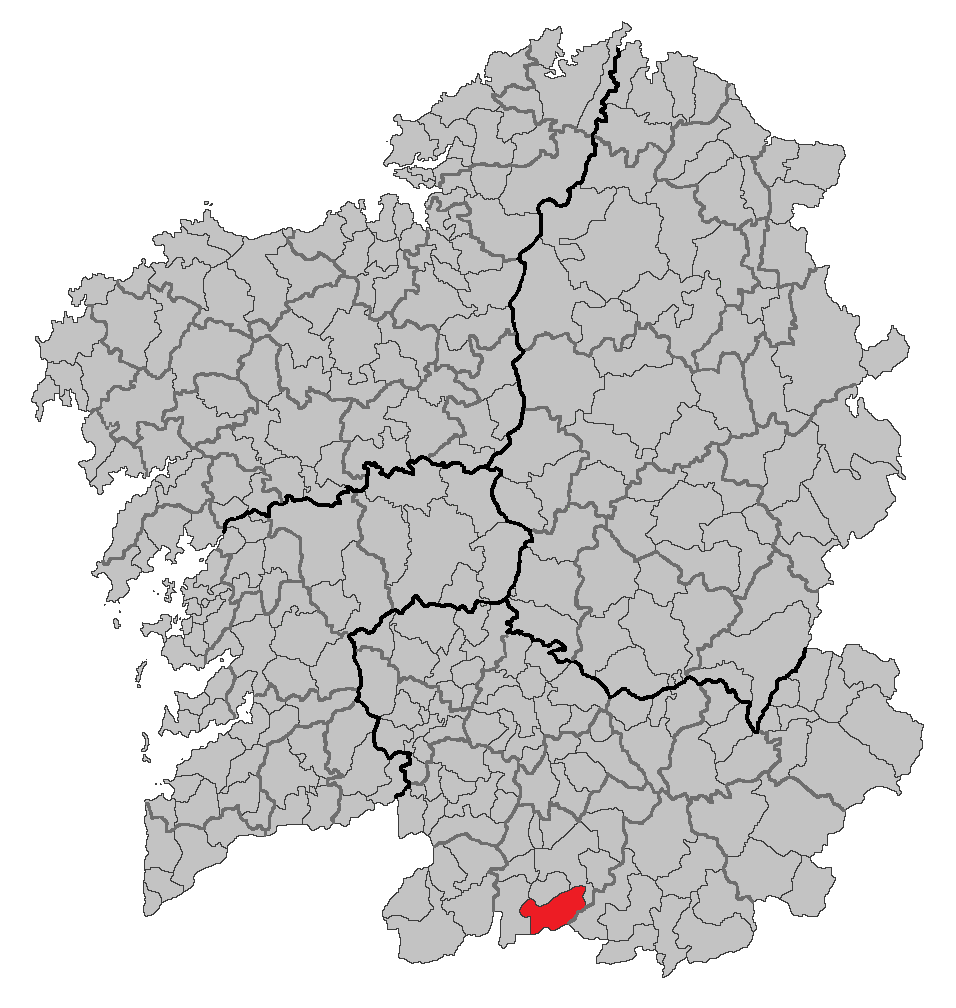
Localização de Baltar (Espanha)

Baltar é um município raiano da Espanha na província 
de Ourense, 
comunidade autónoma da Galiza, de área 93,9 km² com 
população de 1126 habitantes (2007) e densidade populacional de 11,99 hab./km².

## Demografia
| Variação demográfica do município entre 1991 e 2004 | Variação demográfica do município entre 1991 e 2004 | Variação demográfica do município entre 1991 e 2004 | Variação demográfica do município entre 1991 e 2004 |
| --------------------------------------------------- | --------------------------------------------------- | --------------------------------------------------- | --------------------------------------------------- |
| 1991                                                | 1996                                                | 2001                                                | 2004                                                |
| 1867                                                | 1361                                                | 1233                                                | 1180                                                |

## História
Parte do actual município estava incorporado no antigo Couto Misto, extinto pelo Tratado de Lisboa (1864).